# 博沃
博沃（法語：Boves，法語發音：[bɔv]）是法国上法蘭西大區索姆省的一个市镇，属于亚眠区。

## 地理
博沃（49°50'44"N, 2°23'27"E）面积25.37 平方千米，位于法国上法蘭西大區索姆省，该省份为法国北部沿海省份，北起加来海峡省和北部省，西接滨海塞纳省和大西洋英吉利海峡，南至瓦兹省，东临埃纳省。
与博沃接壤的市镇（或旧市镇、城区）包括：科唐希、布朗日-特龙维尔、卡尼、富昂康、让泰勒、格利西、隆戈、桑昂纳米耶努瓦、圣菲西安、泰济格利蒙。
博沃的时区为UTC+01:00、UTC+02:00（夏令时）。

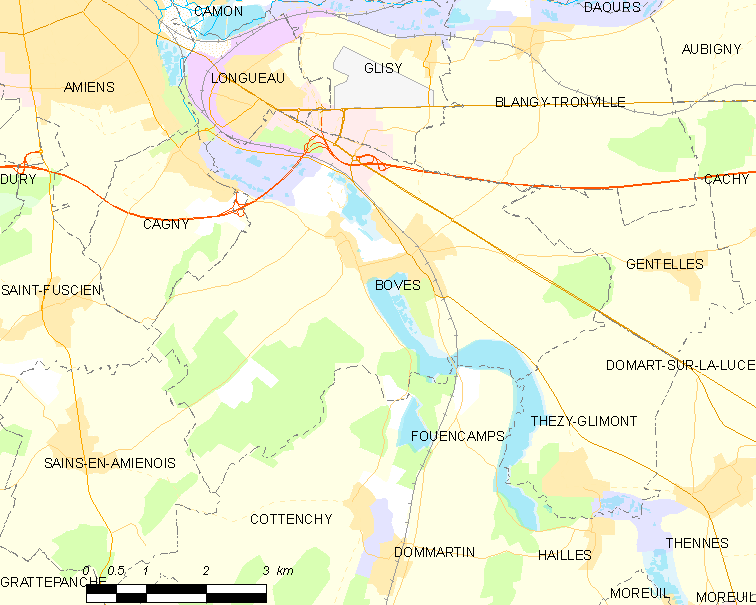
博沃的OSM定位图

## 行政
博沃的邮政编码为80440，INSEE市镇编码为80131。

## 政治
博沃所属的省级选区为亚眠第五县。

## 人口

1962-2008年间博沃人口变化图示

博沃于2022年1月1日时的人口数量为3273人。